# Walenty Peszek
Walenty Peszek (ur. 11 lutego 1897 w Białobrzegach, zm. 15 stycznia 1979 w Paignton) – oficer piechoty cesarskiej i królewskiej armii, pułkownik Wojska Polskiego i Polskich Sił Zbrojnych, mianowany przez Władysława Andersa generałem brygady.

## Życiorys
Walenty Peszek urodził się 11 lutego 1897 roku w Białobrzegach, w powiecie łańcuckim, w rodzinie Józefa i Zofii z Trojnarów. W czerwcu 1917 roku złożył egzamin maturalny w cesarskim i królewskim Gimnazjum Realnym w Łańcucie. W czasie I wojny światowej walczył w szeregach cesarskiej i królewskiej Armii. Służył w c. i k. 90 pułku piechoty. Awansował na podporucznika. Ranny na froncie. Od września 1916 roku do stycznia 1917 roku przebywał w szpitalu.
W listopadzie 1918 roku został przyjęty do Wojska Polskiego. Walczył w obronie Lwowa, jako dowódca plutonu, a następnie dowódca ochotniczej kompanii 5 pułku piechoty Legionów z Łańcuta. W latach 1919–1920 walczył na wojnie z bolszewikami. W lutym 1920 roku awansował na porucznika. W lipcu 1920 roku objął dowodzenie kompanią w 159 pułku piechoty. 5 sierpnia 1920 roku Chotomowie objął dowództwo I batalionu 167 pułku piechoty, który w następnym roku został przemianowany na 75 pułk piechoty. W czasie działań wojennych (od 1 czerwca 1919 roku do 1 marca 1921 roku) przez pięć miesięcy dowodził kompanią, a przez kolejnych siedem miesięcy batalionem.
3 maja 1922 roku został zweryfikowany w stopniu kapitana ze starszeństwem z dniem 1 czerwca 1922 roku i 1528. lokatą w korpusie oficerów piechoty. 10 lipca 1922 roku został zatwierdzony na stanowisku pełniącego obowiązki dowódcy I batalionu 75 pp w Rybniku. 25 sierpnia 1927 roku został przeniesiony do kadry oficerów piechoty z równoczesnym przydziałem do Oficerskiej Szkoły Piechoty (od 9 sierpnia 1928 roku – Szkoła Podchorążych Piechoty) w Ostrowi Mazowieckiej na stanowisko dowódcy kompanii. W roku szkolnym 1928/1929 dowodził 5 kompanią podchorążych, natomiast w roku szkolnym 1929/1930 – 1 kompanią szkolną podchorążych. 18 lutego 1928 roku awansował na majora ze starszeństwem z dniem 1 stycznia 1928 roku i 139. lokatą w korpusie oficerów piechoty. 28 stycznia 1931 roku został wyznaczony na stanowisko dowódcy batalionu w 19 pułku piechoty Odsieczy Lwowa we Lwowie. 24 stycznia 1934 roku został awansowany na podpułkownika ze starszeństwem z dniem 1 stycznia 1934 roku i 13. lokatą w korpusie oficerów piechoty. W kwietniu 1934 roku został przeniesiony do Centrum Wyszkolenia Piechoty w Rembertowie na stanowisko wykładowcy. W 1937 roku był kierownikiem kursów taktyki strzeleckiej w CWPiech w Rembertowie. W latach 1936–1937 był opiniowany przez inspektora armii, generała dywizji Kazimierza Fabrycego, który stwierdził: „bardzo dobry podpułkownik - dobrze przygotowany do dowodzenia pułkiem”. W kwietniu 1938 roku objął dowództwo 86 pułku piechoty w Mołodecznie i sprawował je do września 1939 roku.
Na czele 86 pułku piechoty walczył w kampanii wrześniowej 1939 roku. 23 września dowodził pułkiem w drugiej bitwie pod Tomaszowem Lubelskim, a następnego dnia dołączył do Grupy „Dubno”. Po kapitulacji wrócił do rodzinnej wsi i zaczął organizować pomoc dla jeńców obozu przejściowego w Łańcucie. W połowie grudnia 1939 roku nielegalnie przedostał się na Węgry. W Konsulacie Polskim w Budapeszcie otrzymał paszport na nazwisko Walenty Piekarski i wyruszył przez Jugosławię, Włochy do Francji.
4 lutego 1940 roku został przyjęty do Wojska Polskiego we Francji i przydzielony do Stacji Zbornej w koszarach Bessieres w Paryżu. W kwietniu 1940 roku został przydzielony do Brygady Strzelców Karpackich, formowanej w obozie wojskowym w Homs w Syrii. Z Paryża wyjechał do Marsylii, skąd wypłynął na statku „Athos” do Egiptu. 23 kwietnia 1940 roku przybył do Aleksandrii, a następnie do obozu w Homs. W brygadzie, organizowanej według francuskich etatów, objął dowództwo 1 pułku piechoty.
30 czerwca 1940 roku, po klęsce Francji, razem z brygadą przeszedł na terytorium Palestyny pozostającej pod kontrolą brytyjską. W styczniu 1941 roku, po przeformowaniu jednostki na etaty brytyjskie, został dowódcą piechoty Samodzielnej Brygady Strzelców Karpackich. Jako dowódca pułku z racji starszeństwa, a jako dowódca piechoty brygady z racji pełnionej funkcji zawsze zastępował generała brygady Stanisława Kopańskiego. 11 października 1940 roku awansował na pułkownika. Walczył w obronie Tobruku i bitwie pod Gazalą. 6 maja 1942 roku został dowódcą 1 Brygady Strzelców Karpackich. Od grudnia 1943 roku walczył w kampanii włoskiej, między innymi nad rzekami Sangro i Rapido. 12 maja 1944 roku został ranny w czasie bitwy o Monte Cassino.
W czerwcu 1944 roku został zastępcą dowódcy i jednocześnie pełniącym obowiązki dowódcy dywizji 7 Dywizji Piechoty. W październiku 1944 roku został przeniesiony do Szkocji, gdzie został komendantem Centrum Wyszkolenia Piechoty. Od stycznia 1947 roku pełnił służbę w Polskim Korpusie Przysposobienia i Rozmieszczenia. Z dniem 11 października 1948 roku został zdemobilizowany. Osiadł niedaleko Paignton w Anglii prowadząc gospodarstwo rolne.
Naczelny Wódz, generał broni Władysław Anders mianował go generałem brygady ze starszeństwem z 1 stycznia 1964 roku w korpusie generałów. Zmarł 15 stycznia 1979 roku w Paignton. Pochowany z honorami wojskowymi na cmentarzu w Newton Abbot.

## Ordery i odznaczenia
- Krzyż Srebrny Orderu Wojskowego Virtuti Militari nr 1218[1] (16 lutego 1921)[24]
- Krzyż Kawalerski Orderu Odrodzenia Polski
- Krzyż Walecznych (czterokrotnie)
- Złoty Krzyż Zasługi (18 marca 1933)[25]
- Krzyż Pamiątkowy Monte Cassino[26]
- Krzyż Komandorski Orderu Imperium Brytyjskiego (12 grudnia 1941)[26]
- Krzyż Wojenny Czechosłowacki 1939 (12 września 1942)[27]